# Oare (Somerset)
Oare – wieś w Anglii, w hrabstwie Somerset, w dystrykcie (unitary authority) Somerset. Leży 84 km na zachód od miasta Bristol i 252 km na zachód od Londynu. W 2002 miejscowość liczyła 68 mieszkańców.